# Юдин, Виктор Владимирович (футболист)
Виктор Владимирович Юдин (13 июня 1960) — советский и российский футболист, нападающий, полузащитник.
Всю карьеру в 1990—2002 годах провёл в клубе «Зенит» Пенза. Сыграл за команду 341 матч (второй результат после Сергея Попова): 327 в профессиональных дивизионах (рекорд клуба) и 14 в кубковых матчах.
В 2003 работал тренером в «Зените», позже тренировал команду ветеранов «Поволжуправтодор».